# Aythya
Aythya is een geslacht van duikeenden uit de familie eenden, ganzen en zwanen (Anatidae). Het geslacht telt 12 soorten.

## Soorten
- Aythya affinis – Kleine topper
- Aythya americana – Amerikaanse tafeleend
- Aythya australis – Australische witoogeend
- Aythya baeri – Baers witoogeend
- Aythya collaris – Ringsnaveleend
- Aythya ferina – Tafeleend
- Aythya fuligula – Kuifeend
- Aythya innotata – Madagaskarwitoogeend
- Aythya marila – Topper
- Aythya novaeseelandiae – Nieuw-Zeelandse topper
- Aythya nyroca – Witoogeend
- Aythya valisineria – Grote tafeleend